# 深圳大学人文学院
深圳大学人文学院成立于1997年，前身为深圳大学中文系（成立于1984年）。

## 历史沿革
- 1984年，深圳大学中文系建立，由北京大学援建，著名比较文学专家乐黛云出任首任主任[1]。
- 1996年，获批文艺学硕士点。
- 1997年，以中国文化与传播系、外语系等系科为基础的深圳大学文学院成立。
- 2002年，设立哲学历史学部。
- 2006年，文学院拆分为文学院、外国语学院和传播学院等三个学院，原文学院中文系、哲学历史学部和师范学院中文教育系合并组建新的文学院[2]；设立哲学系，获批中国哲学二级学科硕士点。
- 2008年，设立历史系。
- 2010年，获批中国语言文学一级学科硕士点及哲学本科专业[3]。
- 2011年，获批哲学一级学科硕士点及历史学本科专业[4]。
- 2012年，12月，开设国学精英班[5]。
- 2016年，学院更名为人文学院。
- 2018年，3月，获批中国语言文学一级学科博士点及汉语国际教育专业硕士点[6]。
- 2021年，6月，新增汉语言文学卓越班招生，实行本研一体化培养[7]。
- 2022年，1月，原属师范学院（教育学部）的汉语国际教育系及深圳大学普通话测试中心调入人文学院。
- 2023年，11月，获批设立中国语言文学博士后科研流动站[8]。

## 管理团队
| 院长 - 马自力 | 党委书记 - 弋灵 |

| 副院长 - 谢晓霞 | 副院长 - 梁立勇 | 副院长 - 冯骏豪 | 副院长 - 高志忠 | 党委副书记 - 林娜 |

## 专业设置
| 学系           | 本科专业                                  | 硕士专业                                                                                                 | 博士专业                 |
| -------------- | ----------------------------------------- | --- | ------------------------ |
| 中文系         | 汉语言文学 - 中国语言文学 - 卓越班 - 师范 | 中国语言文学（学术学位） 国际中文教育（专业学位） 学科教学（语文）（专业学位，非全日制，与教育学部合作） | 中国语言文学（学术学位） |
| 汉语国际教育系 | 汉语言文学 - 汉语国际教育                 | 中国语言文学（学术学位） 国际中文教育（专业学位） 学科教学（语文）（专业学位，非全日制，与教育学部合作） | 中国语言文学（学术学位） |
| 哲学系         | 哲学                                      | 哲学（学术学位）                                                                                         | 无                       |
| 历史系         | 历史学                                    | 无 | 无                       |
| 国学精英班     | 汉语言文学 - 国学精英班                   | 无 | 无                       |

## 组织机构

### 教学单位
- 中文系
- 哲学系
- 历史系
- 汉语国际教育系
- 国学精英班

### 研究机构
- 印度研究中心
- 国学研究院
- 故宫学研究院
- 比较文学研究所
- 宗教文化研究所
- 应用语言研究所
- 文艺学研究中心
- 历史研究所
- 中国传统创造转化研究所
- 当代通俗文化研究所
- 身体美学研究所
- 中国诗词研究中心

### 委员会
- 教授委员会
- 人力资源工作委员会
- 教学指导委员会
- 学位评定分委员会
- 本科生事务委员会
- 研究生事务委员会

### 行政部门
- 学院办公室
- 科研与研究生管理办公室
- 教务室
- 学生工作办公室
- 普通话测试站
- 中文文献与语言信息处理教学实验中心
- 图书资料室

## 知名学者
- 乐黛云：比较文学学者，深圳大学中文系首任系主任[9]。
- 汤一介：哲学史学者，深圳大学国学研究所首任所长[10]。
- 高建平：美学学者，中华美学学会会长，深圳大学美学与文艺批评研究院院长、特聘教授[11]，曾任中国社会科学院文学研究所副所长。
- 景海峰：中国哲学学者，深圳大学国学研究所所长[12]。

## 知名院友
工商、财经界
- 区绮文—84中文、传播，玛莎国际美容集团董事长，深圳市同心俱乐部秘书长[13]
- 黄子良—84中文，东莞市新华广告有限公司董事总经理
- 梁芷媚—84中文，广州市景道管理顾问有限公司总经理，资深企业咨询顾问，知名培训师，专栏作家
- 梁海伦—84中文，东莞市新华广告有限公司副经理
- 詹兆强—85中文，深圳市爱心报亭服务有限公司总经理[14]
- 安子—86中文，深圳市安子企业管理咨询有限公司总裁，深圳市安子新家政董事长[15]
- 王维科—89中文，中信银行深圳分行投资银行部总经理

政府公务员
- 邱金平—85中文，深圳市城管局办公室主任，广东省作协会员、深圳作协理事[16]
- 钟礼银—85中文（原深圳师专），深圳市民政局慈善事业促进和社会工作处调研员
- 潘文新—86中文，深圳市文体旅游局原文化产业发展处副处长
- 管伟—96中文，珠海市人民政府秘书长
- 李威—97中文教育，中共深圳市南山区委常委、区委区府办主任
- 李志东—98中文，中共深圳市福田区委常委、区委区府办主任
- 范永泉—98中文教育，深圳市教育局基础教育处副处长

文艺界
- 布咏涛—85中文，香港诗人
- 史光柱—86中文，一级战斗英雄，作家[17]
- 欧宁—89中文，艺术家，2009年深圳香港城市建筑双城双年展总策展人[18]
- 郁秀—93中文，作家，深圳市作家协会副主席[19]
- 林培源—07中文，上海最世文化发展有限公司签约作家[20]

学术界
- 侯兴泉—99中文教育，暨南大学文学院教授[21]

教育界
- 梁群—86中文，曾任深圳大学党委宣传部副部长、校团委书记，中国搜狐登山队队员，世界第一个登上珠穆朗玛峰的汉族女子[22]
- 张剑滨—93中文，深圳大学艺术学部党委书记